# Partit Nacional de les Panteres de Jammu i Caixmir
Partit Nacional de les Panteres de Jammu i Caixmir (Jammu & Kashmir National Panthers Party) és un partit polític estatal socialista i laic de l'estat de Jammu i Caixmir, Índia. El partit va ser fundat el 23 de març de 1982 per la parella de marit i muller Prof. Bhim Singh i Jay Mala, El seu objectiu és "derrocar la corrupció, el comunalisme, la criminalització, l'amenaça de les drogues" i establir una democràcia real a través del revolució. El partit Panthers ha mantingut el poder a nivell d'assemblea i local durant més de quatre dècades al seu bastió dins de la muntanyosa circumscripció d'Udhampur, on hi ha 5,9 milions de tones de liti, la setena reserva més gran coneguda del món, amb un valor estimat de 500.000 milions de dòlars, va ser descobert el febrer de 2023.
El Partit Panteres havia fet campanya durant més de tres dècades per l'abolició de l'article 370 i l'article 35A, exigint que es revoqués l'estatus especial de l'estat de Jammu i Caixmir, i que fos totalment assimilat la República de l'Índia. Aquestes demandes van ser finalment ateses per una ordre presidencial l'agost de 2019 que va revocar l'estatus especial de Jammu i Caixmir. El Partit Panteres fa campanya per una nova divisió del Territori de la Unió de Jammu i Caixmir, amb el reconeixement de la Divisió Jammu de majoria hindú com un estat nou i separat de l'Índia.